# New Haven (Michigan)
Pour les articles homonymes, voir New Haven (homonymie).
Le village de New Haven est situé dans le comté de Macomb, dans l’État du Michigan, aux États-Unis. Sa population s’élevait à 4 642 habitants lors du recensement de 2010, estimée à 4 853 habitants en 2018.

## Source
- (en) Cet article est partiellement ou en totalité issu de l’article de Wikipédia en anglais intitulé « New Haven, Michigan » (voir la liste des auteurs).